# Cuts Both Ways (canción)
Cuts Both Ways es una canción interpretada por la cantante cubana Gloria Estefan. Fue lanzada el 10 de mayo de 1990 como quinto y último sencillo del álbum homónimo.

## Información general
Cuts Both Way fue escrita por Gloria Estefan y producida por su marido Emilio Estefan. La canción es de género pop mezclado con ritmo latinos.
Comercialmente fue un éxito moderado en Estados Unidos, llegando al puesto número uno en la lista Adult Contemporany y al peusto 44 del Hot 100, ambas pertenecientes a la revista Billboard. En Europa fue también moderado llegando a puestos muy bajos.

## Formatos y listas de canciones
Estados Unidos Sencillo Casete (34T 73395)
 Estados Unidos Sencillo Vinilo 7 (34 73395)
 Canadá Sencillo Casete (34T 73395)
 Canadá Sencillo Vinilo 7 (34 73395)
1. Álbum Versión – [3:14]
2. Nothin’ New – [3:49]

 Estados Unidos (Promocional) CD Sencillo (ESK 73395)
1. Álbum Versión – [3:14]

Europa Sencillo Vinilo 7 (655982 7)
1. Album Version – [3:14]
2. You Made A Fool Of Me – [2:54]

Europa Sencillo Vinilo 7 (655982 6)
1. Album Version – [3:14]
2. Here We Are – [4:51]
3. You Made A Fool Of Me – [2:54]
4. I Want You So Bad – [4:18]

### Posiciones
| América        |                              |    |
| Estados Unidos | Billboard Hot 100            | 44 |
| Estados Unidos | Billboard Adult Contemporary | 1  |
| Estados Unidos | ARC Weekly Top 40 Singles    | 37 |
| Europa         |                              |    |
| Holanda        | MegaCharts                   | 8  |
| Irlanda        | Top 75 Album Artist          | 22 |
| Reino Unido    | Albums Chart                 | 49 |
| Suecia         | Sverigetopplistan            | 14 |
| Oceania        |                              |    |
| Australia      | ARIA Charts                  | 38 |

- Datos: Q5196909